# Стоунхенџ
Стоунхенџ (енгл. Stonehenge) је грађевина из неолита и бронзаног доба, налази се у околини Аменсберија у Енглеском округу Вилтшир, отприлике 13 km северозападно од Солсберија. Стоунхенџ је део УНЕСКО-овог пописа Заштићене баштине од 1986. године. Као је једна од најпознатијих знаменитости у Уједињеном Краљевству, Стоунхенџ се сматра британском културном иконом. Ова локација је у власништву Круне и њоме управља добротворна установа Енглеско наслеђе; околно земљиште је у власништву Националног фонда.
Праисторијски споменик на Солсберијској низији, север Солсберија, у југозападној Енглеској датира из млађег каменог до старијег бронзаног доба (3000 — 1000. п. н. е.). Спада међу мегалитне споменике јер је грађен од огромних камених блокова. Није познато којој је сврси Стоунхенџ служио нити који је био мотив његове изградње, али већина познавалаца сматра да је имао улогу у паганским ритуалима тог времена. Могуће је да је служио као гробље од самог почетка. Депозити који садрже људске кости датирају још из 3000. п. н. е., кад су јарак и насип први пут направљени, и покривају период од следећих пет стотина година.

## Историја
Он нема јединствену структуру, него серију структура које су измењиване и поновно грађене за време периода од 1500 година. Мало је познато о његовим градитељима. У 17. веку енглески сакупљач старина Џон Обри изложио је теорију да је то друидски храм. Друга је претпоставка да су сами Римљани саградили споменик. Обе су претпоставке оспорене у 20. веку када је доказано да је Стоунхенџ саграђен 2.000 година пре доласка друида и Римљана на то подручје. Данас се сматра да су неолитски народи британских острва започели градњу Стоунхенџа пре 5.000 година.
Ископавања Стоунхенџа 1950-их су показала да је споменик грађен у три главне фазе. Најранија је довршена отприлике 2900. п. н. е. Састоји се од кружног јарка пречника око 110 m и дубине од 1,5 m. Археолози сматрају да су се као мотике користили јелењи рогови. У другој фази која је трајала од 2900. до 2500. п. н. е. подигнуто је више дрвених дебала које су ставили у средиште јама. На северу одакле се улазило у храм су такође подигнуте и греде. Стоунхенџ је увелико промењен за време треће фазе градње, која је трајала од отприлике 2550. до 1600. п. н. е. Отприлике 80 стубова (тзв. плавих камена, због њихове боје) од вулканских стена је подигнуто у два концентрична круга у средишту места. Стубови су стигли с планина Пресели у југозападном Велсу, смештених 220 km од Стоунхенџа. Превоз тих стубова, од којих сваки тежи четири тоне, био је невероватан подухват који се одвијао по мору, рекама и копну. За време те градње убрзо су стубови померени и донесени нови, пешчани, из Молборо долине, 40 km северно од Стоунхенџа. Подигнуто је 30 монолита у кругу од 33 m пречника. На њих су додани још и "надвраци" који су чинили прстен на ступовима. Тако два ступа са гредом на њима чине лук зван трилитон (од грчког што значи три камена). Од изворних 30 данас стоји још 17 ступова и 6 "надвратака". На североистоку се налази отвор те тако има облик потковице.
На британским острвима се налази више од 1000 камених кругова, но Стоунхенџ је јединствен међу њима. Зашто је Стоунхенџ саграђен остаје непознато. Многи се научници слажу да је морао бити свето или посебно место религиозних ритуала и церемонија. Многи сматрају да је Стоунхенџ саграђен од поштоваоца Сунца. Отвор у кругу је окренут према летњем изласку Сунца. У Ирској је сличан споменик Њугрејнџ, саграђен приближно у исто време окренут према зимском изласку Сунца. Раних 1960-их амерички је астроном Џералд С. Хокинс изложио теорију, по којој је Стоунхенџ звездарница и календар изненађујуће сложености, а та теорија је и данас веома популарна. Он је сматрао да су стари људи помоћу Стоунхенџа предвиђали астрономске појаве, укључујући и краткодневницу и дугодневницу, па и помрачења Сунца и Месеца.
Данашњи научници могу само нагађати о томе шта је Стоунхенџ значио његовим градитељима и шта их је нагнало да уложе толико рада и пажње његовом стварању. Једно од тумачења је да симболизује календар.
До самог почетка 20. века, већина монолита која сачињавају Стоунхенџ није се налазила на својим оригиналним локацијама. Разлог томе је повећан број посетилаца који су се често пењали по монолитима и на тај начин их помицали. Проведене су 3 фазе конзерваторских радова везаних уз заштиту Стоунхенџа од даљњег пропадања. Пало и оштећено камење је врло успешно и пажљиво замењено и постављено на првобитне позиције. Постоје фотографије са опсежних радова на Стоунхенџу из 1954—1958. године.
Стоунхенџ је додат у УНЕСКО-ве попис Заштићене баштине 1986. године.

## Галерија
- План Стоунхенџа
- Петни камен (Heel Stone) који је одмах изван круга
- Стоунхенџ у летњем солстицију 2005. год.
- Фестивал солстиција 2005. год.
- Фотографија из 1877. године